# Seznam tureckých spisovatelů
Seznam tureckých spisovatelů obsahuje přehled některých významných spisovatelů, narozených nebo převážně publikujících v Turecku.

## A
- Adalet Ağaoğlu
- Ahmet Altan
- Çetin Altan
- Selçuk Altun
- İnci Aral
- Ahmed Arif
- Nurullah Ataç
- Erendiz Atasü
- Yusuf Atılgan

## B
- Ataol Behramoğlu
- Yahya Kemal Beyatli

## E
- Aslı Erdoğan
- Ahmet Erhan

## G
- Güneli Gün
- Ahmet Güntan
- Nedim Gürsel

## I
- Mehmet Murat İldan
- Leyla İpekçi
- Müge İplikçi
- Muzaffer İzgü
- Faruk İremet

## K
- Orhan Kemal
- Yaşar Kemal
- Ayşe Kulin

## P
- Orhan Pamuk

## T
- Ahmet Hamdi Tanpınar
- Latife Tekin

## U
- Halit Ziya Usakligil
- Tomris Uyar
- Buket Uzuner

## Y
- Öner Yağcı
- Hüseyin Cahit Yalçin
- Nihal Yeğinobalı

## Z
- Derviş Zaim